# Povere suore scolastiche di Nostra Signora
Le Povere Suore Scolastiche di Nostra Signora, dette di Bačka (in croato Siromašne Školske Sestre Naše Gospe u Subotici; sigla S.N.D.B.), sono un istituto religioso femminile di diritto pontificio.

## Storia
La congregazione si riallaccia direttamente a quella fondata nel 1833 a Neunburg vorm Wald da Karolina Gerhardinger.
Le Povere Suore Scolastiche di Nostra Signora con casa-madre a Kalocsa avevano aperto numerose case nella regione di Bačka: il territorio, precedentemente ungherese, era passato alla Jugoslavia dopo la prima guerra mondiale e la nuova situazione politica aveva reso difficili i rapporti tra le comunità di Bačka e Kalocsa.
Con decreto del 23 ottobre 1930 la Santa Sede rese autonomi i conventi della regione di Bačka e li costituì in congregazione autonoma con casa-madre a Subotica. Con il ritorno del territorio all'Ungheria nel 1941, la congregazione perse l'autonomia e venne resa provincia dell'istituto di Kalocsa, ma tornò a separarsi e a essere riconosciuta come istituto di diritto pontificio l'8 novembre 1960.

## Attività e diffusione
Le suore si dedicano all'insegnamento, alla cura delle chiese, al servizio in sacrestia e all'insegnamento del catechismo.
Sono presenti in diocesi di Subotica, in Serbia; la sede generalizia è a Subotica.
Alla fine del 2015 l'istituto contava 31 religiose in 10 case.